# Martin Panchaud
Martin Panchaud   (Ginebra, 1982) és un dibuixant de còmics suís que viu a Zuric.

## Biografia
Com a dissenyador gràfic, autor i il·lustrador, ha publicat diverses tires còmiques, formats narratius i infografia. El seu estil es caracteritza per una presentació infogràfica. La dislèxia de Panchaud va ser un repte que el va afectar especialment durant els seus anys escolars. Això el va portar a centrar-se en la lectura, així com en la interpretació de les formes i el seu significat, la qual cosa va conduir al seu estil característic i a la seva creativitat en la narració.
El 2016 va publicar SWANH.NET, una adaptació il·lustrada de 123 metres de llargada de Star Wars Episodi IV, per la qual va rebre reconeixements en diverses institucions culturals d'Europa (Barbican Centre de Londres, Onassis Cultural Center d'Atenes).
El 2020 va publicar la seva primera novel·la gràfica, El color de les coses (títol original: La Couleur Des Choses), amb Edition Moderne.

## El color de les coses

«El color de les coses», portada, 1a edició, març de 2020

El color de les coses és una tragicomèdia i un thriller policíac i també la primera novel·la gràfica de Panchaud, publicada per l'editorial de còmics i novel·les gràfiques Edition Moderne. La història de 224 pàgines explica la història d'en Simon, de catorze anys, que creix en una llar difícil i els seus amics se'n burlen a causa del seu excés de pes i l'utilitzen per als seus negocis. Una endevina li diu que aposti per un cavall específic a la propera cursa de cavalls per guanyar el premi gros. En Simon cobra el canvi de l'aposta i en secret s'emporta el del seu pare. Guanya el primer premi de 16 milions de lliures, però no pot cobrar els diners perquè encara és menor d'edat. Quan torna a casa per obtenir la signatura dels seus pares, la seva mare, apallissada i inconscient, està sent atesa pels paramèdics i no hi ha rastre del seu pare. Per tant, en Simon es queda sol, però més tard rep ajuda d'un amic de la seva mare per trobar el seu pare.
« "El color de les coses", el punt culminant d'aquest còmic, explica la seva història mitjançant infografies . Els personatges, en particular, estan dibuixats d'una manera extremadament abstracta. Juntament amb un text potent, però, els cercles de colors, com a personatges, guanyen una profunditat tan sorprenent com commovedora.
"És sorprenent com la reducció promou la creativitat: a mesura que llegeixes, pràcticament complementes els esdeveniments 'reals' i experimentes com un gràfic estricte pot transmetre alguna cosa commovedora."
"D'aquesta manera, Panchaud, com a narrador còmic, s'acosta al principi de la prosa desafiant la nostra imaginació per crear la nostra pròpia imatge dels personatges. El seu volum no és un experiment simbòlic tan radical com el de Simmons en aquell moment, sinó un mapatge intel·ligent i entretingut del territori dels còmics. El color de les coses amplia considerablement els seus límits."

## Premis
Les seves obres han rebut diversos premis i guardons.
- Guanyador del Concurs de Disseny Gràfic del Consolat General de França a Ginebra, Suïssa, 2007
- Beca d'Ajuda a la Creació atorgada per la ciutat de Ginebra, Suïssa, 2011
- Premi de Còmic Jove del cantó de Ginebra, 2012
- Residència, Cité Internationale des Arts, París, 2013
- Bourses Berthoud, Lissignol-Chevalier et Galland, Ciutat de Ginebra, 2014
- Premis internacionals KANTAR «La informació és bella» – PLATA, 2016
- Beca de Còmic de les Ciutats Suïsses de Parla Germana – Premi Promocional, 2018
- Promoció Literària del Cantó de Zuric, 2018
- Nominació al Premi Max i Moritz, 2020
- Premi Suís del Llibre Infantil i Juvenil, 2021, per El color de les coses